# موزه مدارا (لس آنجلس، آمریکا)
موزه مدارا (MOT) موزه ای چند رسانه ای در لس آنجلس، کالیفرنیا، ایالات متحده است که به منظور بررسی نژادپرستی و تعصب در سراسر جهان با تمرکز ویژه بر روی تاریخ هولوکاست طراحی شده‌است. تأسیس آن در سال ۱۹۹۳ است که به عنوان بازوی آموزشی حقوق بشر سازمان مرکز سیمون ویزنتال شروع به کار کرد این موزه همچنین به جنایات در کامبوج و آمریکای لاتین همراه با مسائل مانند قلدری و جرایم ناشی از نفرت می‌پردازد این موزه دارای یک ارتباط و مرکز توسعه حرفه‌ای چند رسانه ای‌های آموزشی در شهر نیویورکاست.